# Saint-Pardoux (Puy-de-Dôme)
 Saint-Pardoux  es una población y comuna francesa, situada en la región de Auvernia, departamento de Puy-de-Dôme, en el distrito de Riom y cantón de Menat.

## Demografía
| 517 | 416 | 406 | 378 | 363 | 369 |
| Para los censos de 1962 a 1999 la población legal corresponde a la población sin duplicidades (Fuente: INSEE [Consultar]) |     |     |     |     |     |